# Jan Brożek
Jan Brożek (Ioannes Broscius, Joannes Broscius o Johannes Broscius;; Kurzelów, 1º novembre 1585 – Bronowice, 21 novembre 1652) è stato un matematico e astronomo polacco.
Fu anche medico, poeta, scrittore, musicista e rettore dell'Accademia di Cracovia.

## Vita
Brożek nacque a Kurzelów, nel voivodato di Sandomierz, e visse a Cracovia, Staszów e Międzyrzec Podlaski.
Ricevette l'istruzione primaria a Kurzelow, quindi continuò gli studi a Cracovia. Nel 1604 si iscrisse alla Facoltà di Arti Liberali presso l'Università Jagellonica, dove conseguì il baccalaureato il 30 marzo 1605. Nel gennaio 1614 divenne preside della Facoltà di Astronomia e Astrologia. Dal 1620 al 1624 soggiornò a Padova, dove studiò medicina all'Università di Padova e conseguì il dottorato in medicina l'11 agosto 1623. Fu rettore dell'Università Jagellonica.
Fu il più importante matematico polacco del XVII secolo, lavorando sulla teoria dei numeri (in particolare sui numeri perfetti) e sulla geometria. Studiò anche medicina, teologia e geodesia. Tra i problemi da lui affrontati c'era il motivo per cui le api creano favi esagonali; dimostrò che questo è il modo più efficiente di usare la cera e conservare il miele.
Contribuì a una maggiore conoscenza delle teorie di Niccolò Copernico e fu suo ardente sostenitore. Intorno al 1612 visitò il capitolo di Warmia e con la conoscenza del principe-vescovo Simon Rudnicki prese da lì una serie di lettere e documenti di Copernico per pubblicarli, cosa che non fece mai.  Contribuì però ad una versione migliorata della breve biografia di Copernico di Simon Starowolski. "Dopo la sua morte, la sua intera collezione è andata perduta"; quindi "l'opera inedita di Copernico ha probabilmente subito il maggior danno per mano di Johannes Broscius".
Brożek morì a Bronowice, ora un distretto di Cracovia. A lui è intitolato uno degli edifici dell'Università Jagellonica, il Collegium Broscianum.

## Opere
- "Geodesia distantiarum" (1610);
- "Dissertatio astronomica" (1616);
- "Dissersatio de cometa Astrophili" (1619);
- "De dierum inaequalitate" (1619);
- "Arithmetica integrorum" (1620);
- "Apologja pierwsza kalendarza rzymskiego powszechnego" (1641);
- "Apologia pro Aristotele et Euclide" (1652);
- "De numeris perfectis disceptatio" (1637);
- "Epistolae ad naturam ordinatarum figurarum plenius intelligendam pertinentes" (1615);
- "Peripatheticus Cracoviensis" (1647);
- "Sermo in sinodo Luceornensi" (1641);
- Discurs Ziemianina z Plebanem (Discorso tra lo scudiero e il vicario, 1625);
  - Gratis, albo Discurs I Ziemianina z Plebanem (Gratis, o Discorso I tra lo scudiero e il vicario);
  - Przywiley, albo Discurs II Ziemianina z Plebanem (Privilegio, o discorso II tra lo scudiero e il vicario);
  - Consens, albo Discurs III Ziemianina z Plebanem (Consensus, o discorso III tra lo scudiero e il vicario).